# Valentine Quin, I conte di Dunraven e Mount-Earl
Valentine Richard Quin, I conte di Dunraven e Mount-Earl (30 luglio 1752 – Adare, 24 agosto 1824), è stato un nobile e politico irlandese.

## Biografia
Era il figlio di Windham Quin, e di sua moglie, Frances Dawson. I Quin erano un'antica famiglia irlandese che era stata a lungo associata ad Adare. Il nonno del conte arricchì la fortuna della famiglia attraverso il matrimonio con l'ereditiera Mary Widenham di Kildimo.

## Carriera
Fu creato Baronetto nel 1781. Fu eletto nel 1799 come deputato per il vecchio seggio di suo padre, Kilmallock, alla Camera dei Comuni irlandese, seggio che mantenne fino all'unione dell'Irlanda alla Gran Bretagna.
Fu creato Barone Adare il 31 luglio 1800 come fedele sostenitore dell'unione politica, Visconte Mount-Earl il 3 febbraio 1816 e Conte di Dunraven e Mount-Earl il 5 febbraio 1822, tutti i titoli nella Pari d'Irlanda. Scelse presumibilmente il titolo di Dunraven in onore di sua nuora, l'ereditiera Caroline Wyndham, che aveva sposato il figlio maggiore nel 1810. Il nome di famiglia era ufficialmente diventato Wyndham-Quin nel 1815.

## Matrimoni

### Primo matrimonio
Sposò, il 24 agosto 1777, Lady Frances Muriel Fox-Strangways (?-1814), figlia di Stephen Fox-Strangways, I conte di Ilchester. Ebbero tre figli:
- Lady Harriet Quin (?-13 dicembre 1845), sposò Sir William Payne-Gallwey, I Baronetto, ebbero tre figli;
- Windham Quin, II conte di Dunraven e Mount-Earl (29 settembre 1782-6 agosto 1850);
- Richard George Quin (20 aprile 1789-5 ottobre 1843), sposò Amelia Smith, non ebbero figli.

### Secondo matrimonio
Sposò, il 26 febbraio 1816, Margaret Mary Coghlan (?-6 novembre 1821), figlia di James Coghlan. Non ebbero figli.

## Morte
Morì il 24 agosto 1824. Fu sepolto a Adare Friary, Adare, nella contea di Limerick.